# 多納萬·格龍丹
多納萬·格龍丹（法語：Donavan Grondin，2000年9月26日—），法國單車運動員，他代表法國隊參加了日本舉行的2020年夏季奧林匹克運動會，並且在男子麥迪遜賽上獲得銅牌。